# Dorothy Fields
Pour les articles homonymes, voir Fields.
Dorothy Fields (15 juillet 1905 – 28 mars 1974) est une librettiste et parolière américaine.

## Biographie
Dorothy Fields naît à Allenhurst, dans le New Jersey. Fille de l'acteur Lew Fields et de Rose Harris, elle a deux frères, le scénariste Herbert Fields et l'auteur dramatique Joseph Fields. Elle grandit à New York et fait ses études secondaires à la Benjamin School for Girls.
Elle a écrit les paroles de plus de 400 chansons pour des comédies musicales de Broadway, notamment I Can't Give You Anything but Love (chanson de la revue Blackbirds of 1928). Elle meurt à son domicile de Manhattan le 28 mars 1974.
Elle est l'auteure des chansons et co-auteure avec son frère Herbert du livret de la comédie musicale Redhead qui remporte cinq Tony Awards en 1959.